# شاما
شاما (به عربی: شاما) یک منطقهٔ مسکونی در لبنان است که در شهرستان صور واقع شده‌است. شاما ۳۸۰ متر بالاتر از سطح دریا قراردارد.